# Великий Качський Ранн
Великий Качський Ранн — сезонно болотиста солончакова пустеля, розташована у біогеографічному регіоні пустелі Тар на території округу Кач штату Гуджарат, Індія. Назва «Ранн» походить від слова ран (хінді रण), яке на мові хінді означає «солончак». Це слово, в свою чергу, походить від санскритського ірина (iriṇa IAST, इरिण), що зустрічається у «Рігведі» і «Махабхарата». Качський Ранн займає територію в 30 000 км² і розташовується між Качською затокою і гирлом річки Інд у південному Пакистані. У північній частині Качського Ранну до Качської затоки впадає річка Луні, що має джерело в Раджастхані. В період сезону дощів плоский пустельний солончак покривається водою і служить місцем розмноження фламінго та інших видів птахів. В особливо вологі роки зазнає заболочування весь простір від Качської до Камбейської затоки.
Раніше цей регіон був мілиною Аравійського моря. Потім Качський Ранн виявився ізольованим від океану, перетворившись на велике озеро, яке існувало ще за часів Александра Македонського. У минулому до Качського Ранну впадала річка Гхаггар-Хакра, яку ототожнюють з річкою Сарасваті, описаною у Ведах. Понад 3000 років тому вона стала сезонної рікою, яка зникає у пустелі на півночі Раджастхана. В 1863 році дослідженням геологічної структури Великого Качського Ранна займався Фердинанд Столичка.